# 피라미속
피라미속(Zacco)은 잉어과에 속하는 작은 물고기 속이다. 동아시아와 베트남 북부의 민물에서 발견된다. 현재, 4종이 기술되어 있다. 플랑크톤과 동물성 플랑크톤을 먹는다. 가장 큰 종은 중국 윈난성 얼하이호에서 발견되는 탈리엔시스(Z. taliensis)로 몸길이가 최대 30cm에 이른다.

## 하위 종
- Z. acutipinnis (Bleeker, 1871)[2]
- Z. chengtui Sh. Kimura, 1934
- 피라미 (Z. platypus) (Temminck & Schlegel, 1846)
- Z. taliensis (Regan, 1907)